# Chlorophorus kinganus
Chlorophorus kinganus är en skalbaggsart som först beskrevs av Maurice Pic 1903.  Chlorophorus kinganus ingår i släktet Chlorophorus och familjen långhorningar. Inga underarter finns listade i Catalogue of Life.